# 福拉利亚克
福拉利亚克，是西班牙加泰罗尼亚赫罗纳省的一个市镇。总面积51平方公里，总人口1598人（2001年），人口密度31人/平方公里。